# محررو الرقيق الجنسي (فلم)
محررو الرقيق الجنسي هو فيلم وثائقي أمريكي لعام 2016 من إخراج دارين فليتشر وتشيت توماس حول مهمة مكافحة مموهة نظمتها في كولومبيا فريق الهجوم التابع لمنظمة عملية سكك حديدية تحت الأرض ، بقيادة العميل الخاص السابق للأمن الداخلي الأمريكي تيم بالارد ، لمكافحة الاتجار بالجنس مع الأطفال .  

## مراحل الفلم
تم تطوير الفيلم أولاً وقبل كل شيء كمسلسل تلفزيوني واقعي، ولكن مع تحرير الحلقة الأولى، بدأ يأخذ حياته الخاصة كفيلم روائي طويل، مع سبع حلقات من المسلسل التلفزيوني حول الهحمات اللاحقة التي تم إنتاجها بعد فترة وجيزة.

## استقبال

### استجابة ناقدة
كتب ناقد موقع NYC Movie Guru: "ساحر وملفت للنظر ومفتوح للعين. برافو للمخرجين دارين فليتشر وشيت توماس لتسليط الضوء على تيم بالارد وقضية حقوق الإنسان المتعلقة بالاتجار بالجنس مع الأطفال".  تم عرض فيلم "The Abolitionists" لأول مرة لمدة ليلة واحدة في 16 مايو 2016 في أكثر من 450 مسرحًا. 
 

## الحلقات
1. Operation Yvrose
2. Operation Boca Chica
3. Operation Open Doors
4. Operation New World
5. Operation Triple Take - Part I
6. Operation Triple Take - Part II
7. Operation Searching For Gardy

## روابط خارجية
- الموقع الرسمي
* FletChet Entertainment
- محررو الرقيق الجنسي (فلم) على موقع IMDb (الإنجليزية)
- محررو الرقيق الجنسي (فلم) على موقع ميتاكريتيك (الإنجليزية)
- محررو الرقيق الجنسي (فلم) على موقع روتن توميتوز (الإنجليزية)
- محررو الرقيق الجنسي (فلم) على موقع فيلمافينيتي (الإسبانية)
- محررو الرقيق الجنسي (فلم) على موقع قاعدة بيانات الفيلم (الإنجليزية)
- محررو الرقيق الجنسي (فلم) على موقع ليتربوكسد (الإنجليزية)